# 루마니아 공산당
루마니아 공산당(루마니아어: Partidul Comunist Român)은 1921년에 설립된 루마니아 사회주의 공화국의 집권 여당으로, 루마니아 인민공화국 시대인 1948년부터 1965년까지는 루마니아 노동당(루마니아어: Partidul Muncitoresc Român)이라는 명칭을 사용했다.
1947년 루마니아 공산당이 루마니아 인민공화국을 건국하면서 집권당이자 유일 합법 정당으로 발족했고, 1948년에는 루마니아 노동당으로 명칭을 변경하고 루마니아 사회의 정치 주도 세력으로 스스로를 규정했다.
1965년 니콜라에 차우셰스쿠가 중앙위원회 위원장으로 선출되면서 루마니아 공산당으로 명칭을 환원했으며, 1989년 루마니아 혁명으로 인해 실각되었고 같은해에 집권한 군사정권에 의해 당의 활동이 모두 불법화되었다.
루마니아 공산당이 해산된 이후 이 정당을 재건하거나 부활시키려는 시도가 몇차례 있었으나, 루마니아 당국의 격렬한 탄압으로 대부분 실패에 그치고 말았다.
그러나 루마니아 공산당의 치열한 재건 시도와는 별개로 전직 루마니아 공산당 간부들은 루마니아 국민구국전선에 합류하여 득세하고 정권을 쥐었다.
2010년 루마니아 사회당이 이 정당의 후신임을 자처하며 루마니아 공산당으로 당명을 변경했으나, 2011년 1월 루마니아 헌법재판소는 당명 변경을 인정하지 않았다.

## 역대 선거 결과

### 총선
| 년도 | 득표수        | 득표율        | 의석 수   |
| ---- | ------------- | ------------- | --------- |
| 1926 | 39,203        | 1.5%          | 0 / 387   |
| 1927 | 31,505        | 1.3%          | 0 / 387   |
| 1928 | 38,851        | 1.4%          | 0 / 387   |
| 1931 | 73,716        | 2.6%          | 5 / 387   |
| 1932 | 9,441         | 0.3%          | 0 / 387   |
| 1933 | 3,515         | 0.1%          | 0 / 387   |
| 1937 | 없음          | 없음          | 없음      |
| 1939 | 없음          | 없음          | 없음      |
| 1946 | 알려지지 않음 | 알려지지 않음 | 68 / 414  |
| 1948 | 알려지지 않음 | 알려지지 않음 | 190 / 405 |
| 1952 | 알려지지 않음 | 알려지지 않음 | 428 / 428 |
| 1957 | 알려지지 않음 | 알려지지 않음 | 437 / 437 |
| 1961 | 알려지지 않음 | 알려지지 않음 | 465 / 465 |
| 1965 | 알려지지 않음 | 알려지지 않음 | 465 / 465 |
| 1969 | 알려지지 않음 | 알려지지 않음 | 465 / 465 |
| 1975 | 알려지지 않음 | 알려지지 않음 | 349 / 349 |
| 1980 | 알려지지 않음 | 알려지지 않음 | 369 / 369 |
| 1985 | 알려지지 않음 | 알려지지 않음 | 369 / 369 |

## 같이 보기
- 사회민주당 (루마니아)

1. ↑  https://legislatie.just.ro/Public/DetaliiDocumentAfis/177
2. ↑  https://legislatie.just.ro/Public/DetaliiDocumentAfis/177
3. ↑  https://jurnalul.rohttps//jurnalul.ro/scinteia/special/istoria-partidului-povestita-de-nicolae-ceausescu-504497.html%5B깨진+링크(과거+내용+찾기)%5D